# مورچه عاشق
مورچهٔ عاشق (به انگلیسی: Bugs in Love) یک فیلم کوتاه دیزنی از مجموعهٔ سمفونی احمقانه به کارگردانی است. این اثر در سال ۱٩٣٢ منتشر شد و آخرین اثر سیاه و سفید این مجموعه بود.